# Plumularia tubacarpa
Plumularia tubacarpa är en nässeldjursart som beskrevs av Watson 2000. Plumularia tubacarpa ingår i släktet Plumularia och familjen Plumulariidae. Inga underarter finns listade i Catalogue of Life.